# قلاع تيغارت

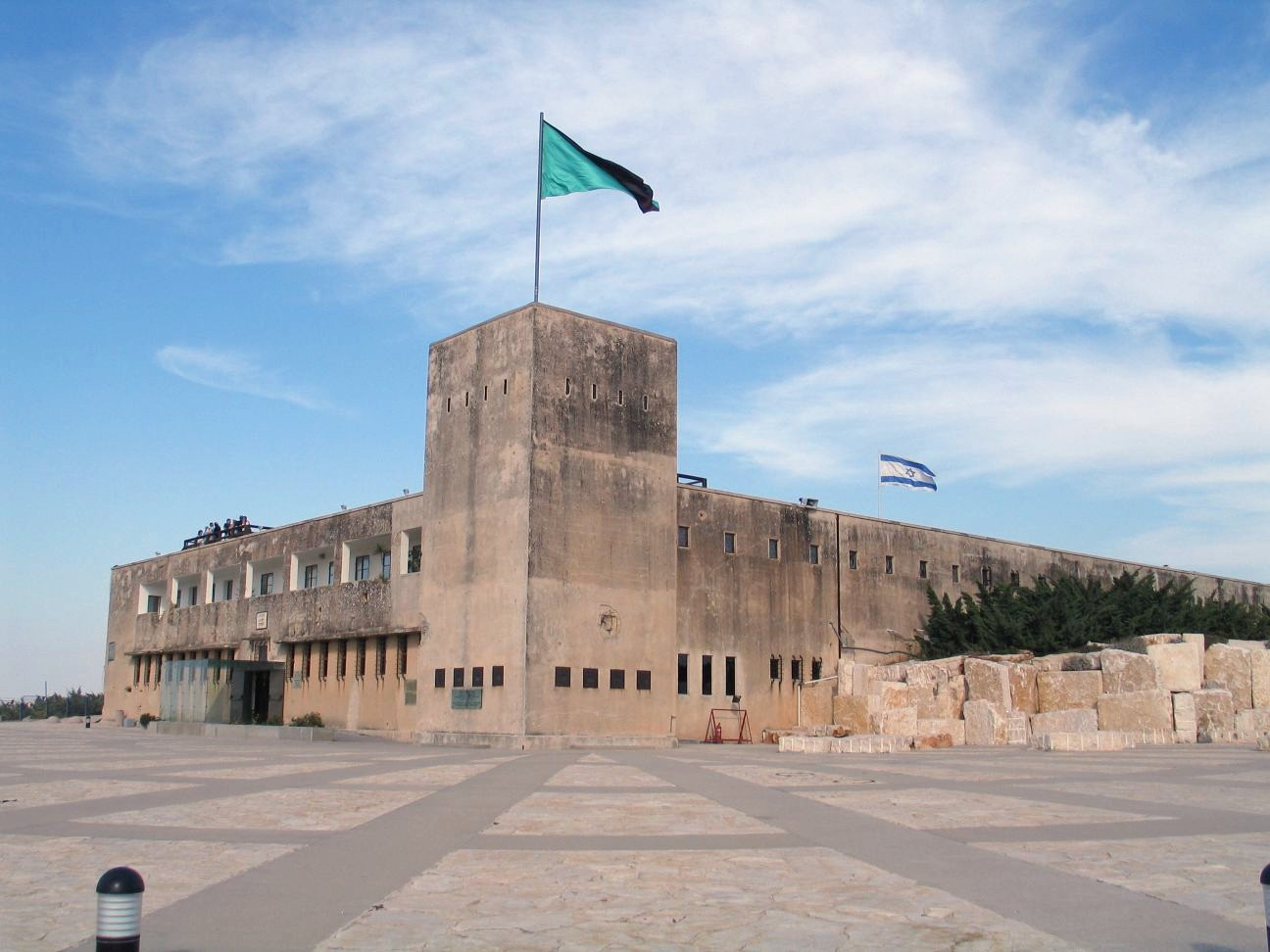
قلعة شرطة تيغارت في اللطرون

قلاع تيغارد (مباني المقاطعة) (بالإنجليزية: Tegart forts)‏ هي شكل من حصون الشرطية العسكرية التي بنيت في شتى أنحاء فلسطين خلال فترة الإنتداب البريطاني.

## التسمية

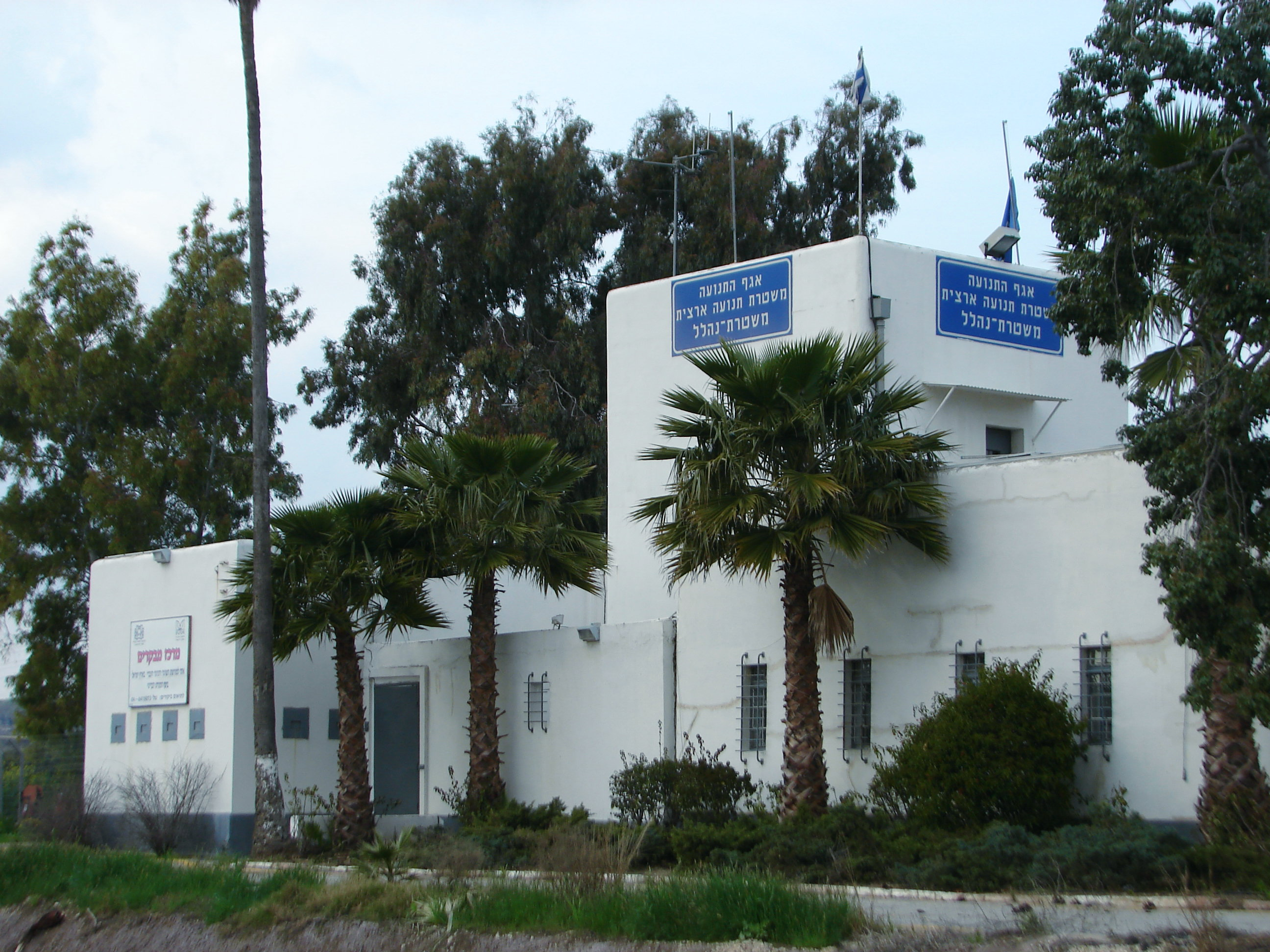
قلعة شرطة تيغارت في نهلال

سميت المباني بقلاع تيغارد نسبية لمصممها المهندس وضابط الشرطة البريطاني السير تشارلز تيجارت.

## التاريخ
صمم تشارلز تيغارد القلاع في 1938 بناء على خبرته في التمرد في الهند. فبنيت من الخرسانة المسلحة وبخزانات مياه تسمح لها بتحمل حصار لمدة شهر. بني العشرات من هذه الأبنية بناء على نفس المخطط الأساسي، إلى جانب «جدار تيغارد» على الحدود الشمالية مع لبنان وسوريا، وفي المفاصل الإستراتيجية عمق فلسطين.
ما زال يمكن رؤية الكثير من هذه الأبنية في إسرائيل اليوم، وظلت تستخدم كمراكز للشرطة وكسجون. أحدها يضم سجن معسكر 1391 للسجناء «الخطرين».
هناك عدة مباني من هذه الشاكلة في الضفة الغربية، تعرف اليوم باسم «المقاطعة» وتستخدم كمكاتب ومراكز إدارية للسلطة الوطنية الفلسطينية.
مينى المقاطعة في رام الله كان المقر الرئاسي لياسر عرفات، وقد دُمر بيد القوات الإسرائيلية أثناء عملية الدرع الواقي والحصار الذي تبعها، وأعيد بناء المبنى لاحقا وأضيف إليه في عهد الرئيس الفلسطيني محمود عباس، مما طمس خطوط المبنى الإنجليزي الاصلي.
استخدم مبنى المقاطعة في مدينة الخليل كمركز للإدارة الأردنية بين عامي 1949 و1967، ومن قبل الحاكم العسكري الإسرائيلي بين عامي 1967 و1997، ومن السلطة الفلسطينية بين عامي 1997 و2002. ودمر عام 2002 لدى إجتياح المدينة من قبل القوات الإسرائيلية في عملية الدرع الواقي.
قلعة تيغارد في معلوت ترشيحا التي أضحت مركزا للشرطة، يتم ترميمها كمعلم تاريخي، جاذبة الإنتباه للسواح والمهتمين بالمواقع القديمة.

## قلاع تيغارد القائمة

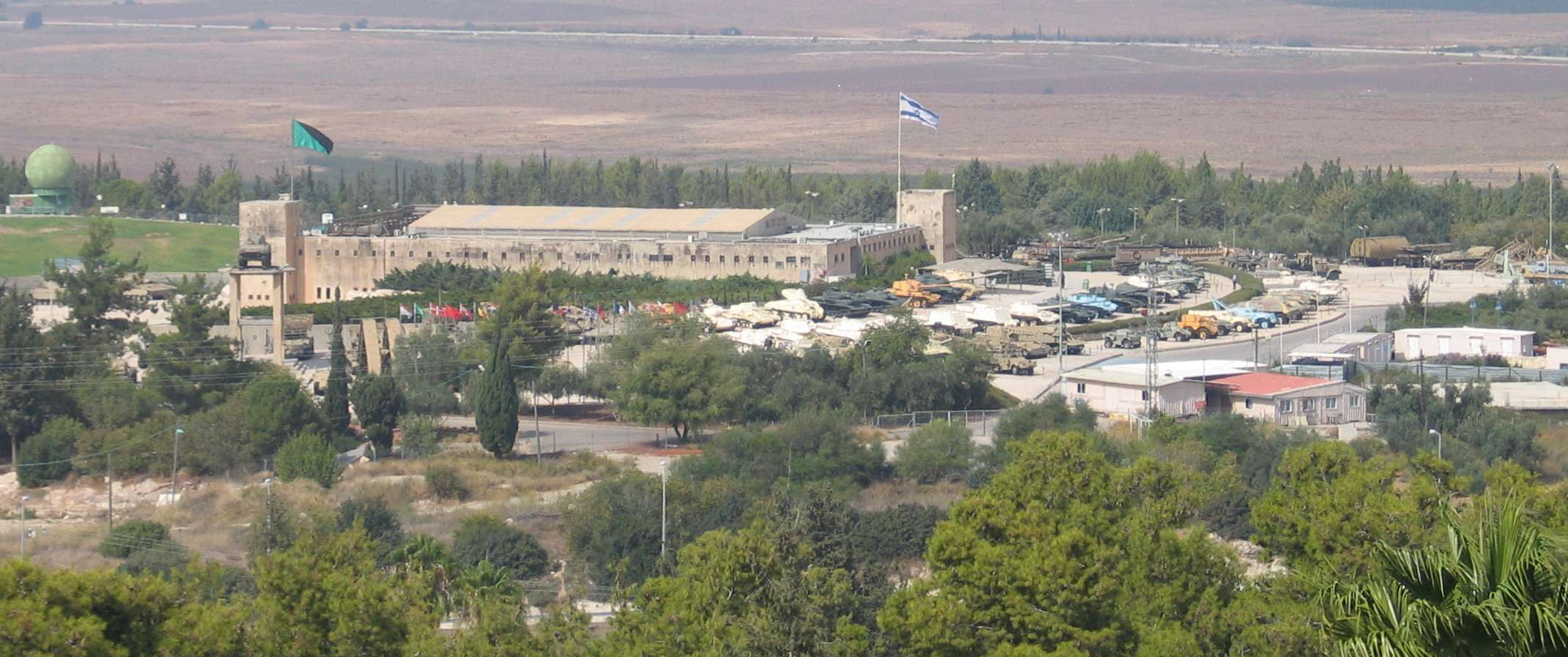
متحف اللطرون

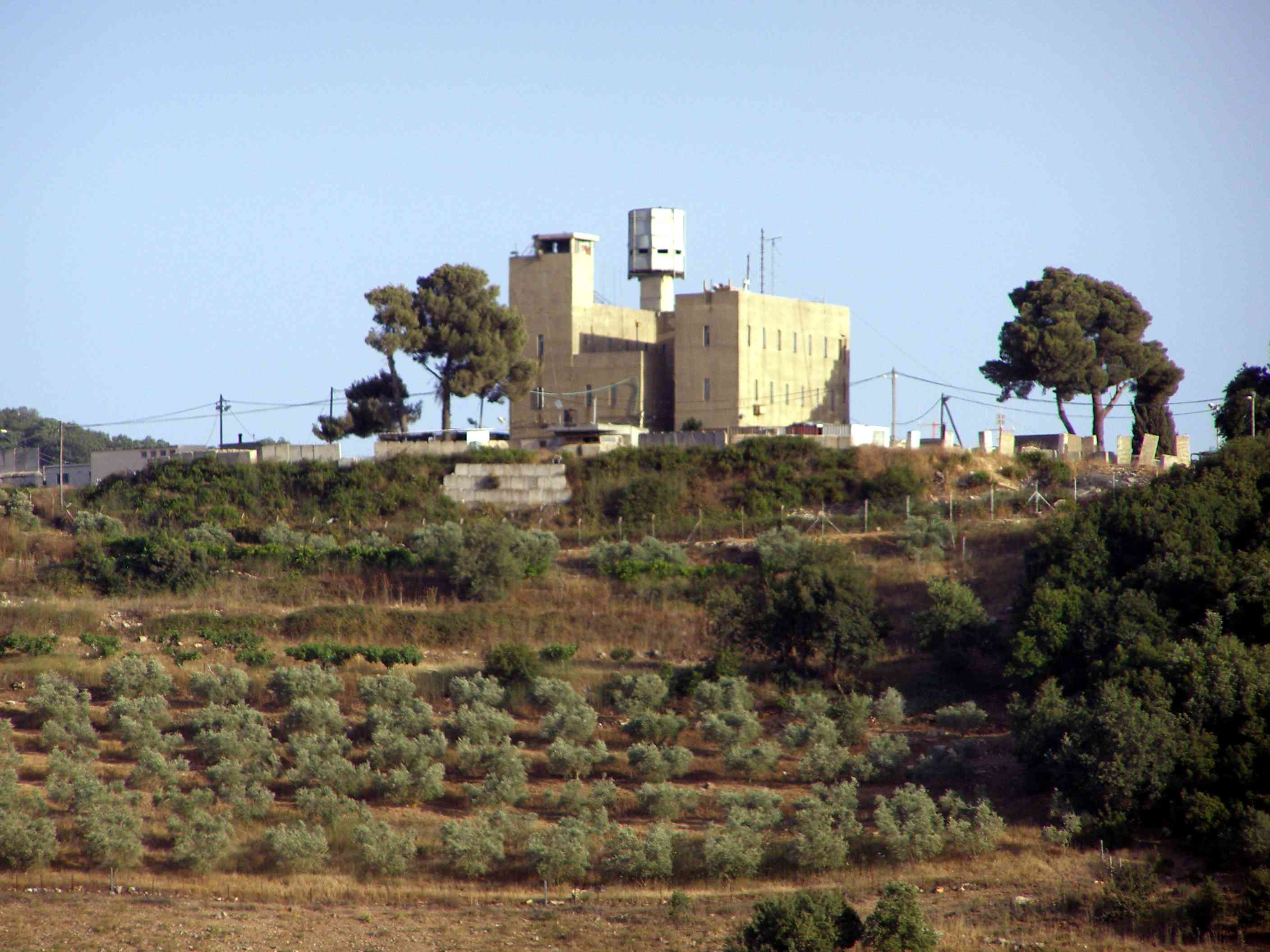
قلعة شرطة تيغارت في كيبوتس سعسع

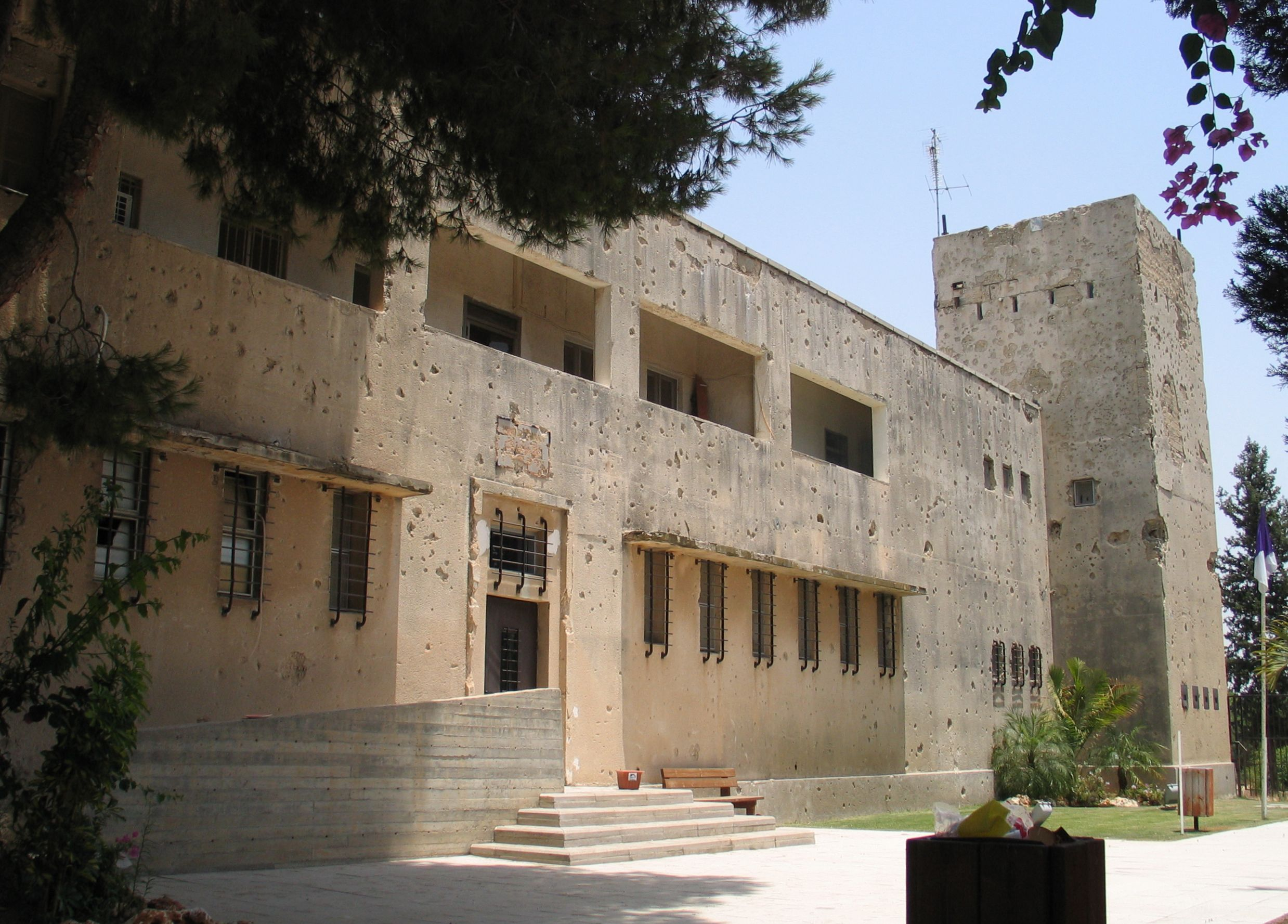
Metsudat Yoav

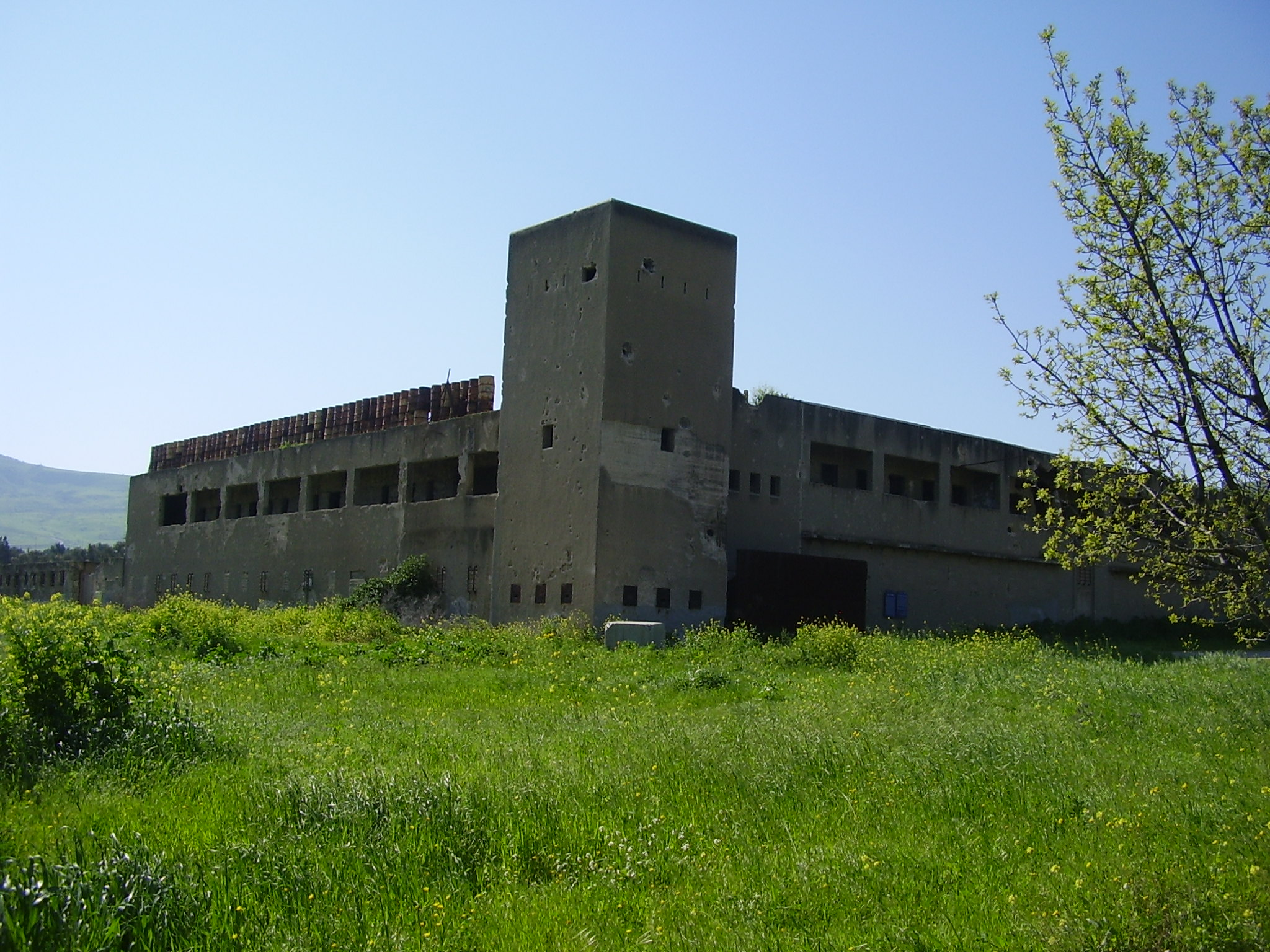
مركز شرطة غيشير

- متحف اللطرون
- مبنى المقاطعة في رام الله
- سجن أريحا
- مركز شرطة عكا
- مركز شرطة العفولة
- مركز شرطة كفار سابا
- مركز شرطة نيس زيونا
- مركز شرطة رحوفوت
- مركز شرطة رمات غان
- Shefer (abandoned)
- Metzudat Koach (Nebi Yusha fortress)
- معسكر 1391
- مركز شرطة Gesher
- Yoav Fort